# Sullivan's Island
Sullivan's Island és una població dels Estats Units a l'estat de Carolina del Sud. Segons el cens del 2000 tenia 1.911 habitants.

## Demografia
Segons el cens del 2000, Sullivan's Island tenia 1.911 habitants, 797 habitatges i 483 famílies. La densitat de població era de 303,6 habitants/km².
Dels 797 habitatges en un 29,1% hi vivien nens de menys de 18 anys, en un 50,9% hi vivien parelles casades, en un 7% dones solteres, i en un 39,3% no eren unitats familiars. En el 29,9% dels habitatges hi vivien persones soles el 7% de les quals corresponia a persones de 65 anys o més que vivien soles. El nombre mitjà de persones vivint en cada habitatge era de 2,4 i el nombre mitjà de persones que vivien en cada família era de 3,01.
Per edats la població es repartia de la següent manera: un 24% tenia menys de 18 anys, un 5% entre 18 i 24, un 29% entre 25 i 44, un 31% de 45 a 60 i un 10,9% 65 anys o més.
L'edat mediana era de 41 anys. Per cada 100 dones de 18 o més anys hi havia 97,7 homes.
La renda mediana per habitatge era de 72.955$ i la renda mediana per família de 96.455$. Els homes tenien una renda mediana de 58.571$ mentre que les dones 41.029$. La renda per capita de la població era de 49.427$. Entorn de l'1,4% de les famílies i el 4,2% de la població estaven per davall del llindar de pobresa.

## Poblacions més properes
El següent diagrama mostra les poblacions més properes.